# East Bernstadt (Kentucky)
East Bernstadt es un lugar designado por el censo ubicado en el condado de Laurel en el estado estadounidense de Kentucky. En el Censo de 2010 tenía una población de 716 habitantes y una densidad poblacional de 130,22 personas por km².

## Geografía
East Bernstadt se encuentra ubicado en las coordenadas 37°11′34″N 84°7′45″O / 37.19278, -84.12917. Según la Oficina del Censo de los Estados Unidos, East Bernstadt tiene una superficie total de 5.5 km², de la cual 5.47 km² corresponden a tierra firme y (0.57%) 0.03 km² es agua.

## Demografía
Según el censo de 2010, había 716 personas residiendo en East Bernstadt. La densidad de población era de 130,22 hab./km². De los 716 habitantes, East Bernstadt estaba compuesto por el 96.23% blancos, el 2.37% eran afroamericanos, el 0.42% eran amerindios, el 0% eran asiáticos, el 0% eran isleños del Pacífico, el 0.42% eran de otras razas y el 0.56% pertenecían a dos o más razas. Del total de la población el 0.28% eran hispanos o latinos de cualquier raza.